# Інґа Івасюв
Інґа Малгожата Івасюв (пол. Inga Małgorzata Iwasiów; 6 червня 1963, Щецин) – польський літературознавець, літературний критик, поетеса і прозаїк.

## Біографія
Навчалася на польській філології в Університеті Щецинському, там здобула науковий ступінь доктора наук. Габілітовала в Університеті Миколи Коперника в Торуні. У 2007 р. отримала звання професора.
Авторка оповідань, поетичних збірок, і, перш за все, різних трактатів та есе, в яких займається польською літературою XX і XXI ст. з позиції феміністської критики.
В 1999—2012 роках була головним редактором літературного двомісячника «Пограниччя».
Автор і голова журі Літературної Премії «Gryfia», метою якої є, зокрема, просування творчості жінок. Є головою Познанської Літературної Премії ім. Адама Міцкевича.
Публікувалася, зокрема, на сторінках: «Пограниччя», «Нових книг», «Інших Текстів», «ФА-арту», «Боруссії», «Літературного Щоденника».
У 2010 році була удостоєна звання посла Щецина.

## Творчість

### Вірші
- Кохання (Miłość, Szczecin 2001)
- 39/41, Szczecin (2004)

### Оповідання
- Місто-я-місто (дебют) (Miasto-ja-miasto (debiut), Szczecin 1998)
- Смаки і дотики (Smaki i dotyki, Warszawa 2006)

### Романи
- Бамбіно (Bambino, Warszawa 2008) – фінал Літературної нагороди «Ніке» 2009[8], номінована на Літературну премію Ґдиня 2009[9].
- До сонця (Ku słońcu, Warszawa 2010)
- Коротко (Na krótko, Warszawa 2012)
- В повітрі (W powietrzu, Warszawa 2014)

### Монографії
- Межі в творчості Влодзімєжа Одоєського. Феміністична спроба (Kresy w twórczości Włodzimierza Odojewskiego. Próba feministyczna, Szczecin 1994)
- Оповідання і мовчання. Про прозу Леопольда Тирманда (Opowieść i milczenie. O prozie Leopolda Tyrmanda, Szczecin 2000)

### Дисертації та есе
- Реституція. Жінка, яка читає сьогодні (Rewindykacje. Kobieta czytająca dzisiaj, Kraków 2002)
- Гендер для пересічних. Щецинські лекції (Gender dla średnio zaawansowanych. Wykłady szczecińskie, Warszawa 2004)